# Dendrocnide moroides
Dendrocnide moroides – gatunek rośliny z rodziny pokrzywowatych. Występuje w Australii, głównie w stanie Queensland oraz na Wyspach Korzennych i w Indonezji. Rośnie w lukach lasów deszczowych i w innych miejscach nasłonecznionych. Ma bardzo niebezpieczne włoski parzące, których dotknięcie powoduje silne pieczenie i ból, u ludzi mogący się utrzymywać przez wiele dni, a nawet miesięcy. Włoski przenikają także przez odzież, dlatego w przypadku narażenia na kontakt zalecana jest odpowiednia odzież ochronna. W przypadku poparzenia zaleca się usunięcie włosków z poparzonej skóry, np. przy pomocy wosku. Niektóre zamieszkujące Australię gatunki zwierząt są odporne na poparzenia, a nawet żywią się tym gatunkiem rośliny.

## Morfologia
Krzew lub drzewo osiągające wysokość od 4 do 10 metrów. Cała roślina jest gęsto pokryta włoskami parzącymi. Liście o blaszce pojedynczej, sercowatej, na brzegu piłkowane. Blaszka liści osiąga 10–22 cm długości i 11–18 cm szerokości.